# Marie Laveau
Marie Catherine Laveau (n. 10 septembrie 1801, parohia Orleans⁠(d), Louisiana, SUA – d. 15 iunie 1881, parohia Orleans⁠(d), Louisiana, SUA) a fost un practicant al lui magiei Voodoo, renumit în New Orleans. Fiica ei, Marie Laveau a II-a, (1827 - c. 1862) a practicat, de asemenea, rădăcini, evocă spiritismul american nativ și african, precum și Louisiana sau ceea ce este cunoscut astăzi ca New Orleans Voodoo. Ea și mama ei au avut o mare influență asupra urmărilor lor multi-raționale. "În 1874, până la douăsprezece mii de spectatori, atât cat si persoanele alb-negru, se arunca la malul Lacului Pontchartrain pentru a prinde o bucatica a lui Marie Laveau II, care isi desfasoara ritualurile legendeze in ajunul Sf. Ioan (23-24 iunie). "

## Viața
Înregistrările istorice presupun că Marie Laveau s-a născut liber în cartierul francez din New Orleans, Louisiana, joi 10 septembrie 1801. Ea a fost fiica biologică a lui Marguerite Henry (de asemenea, cunoscut sub numele de Marguerite D'Arcantel), o femeie de culoare care a fost de nativ american, african și franceză, și Charles LaVeau, un om de culoare, descedent din african-francez. Pe 4 august 1819, sa căsătorit cu Jacques (sau cu Santiago, în alte înregistrări), un imigrant francez care a fugit ca refugiat din masacrul negru haitian din fostul teritoriu francez Saint-Domingue. Certificatul lor de căsătorie este păstrată în Catedrala St. Louis din New Orleans. Masa nunții a fost realizată de părintele Antonio de Sedella, preotul capucin cunoscut sub numele de Pere Antoine.
Moartea lui Jacques de la Paris a fost înregistrat în anul 1820. El a făcut parte dintr-o mare imigrare franceză de refugiați în New Orleans în 1809, după Revoluția Haitiană din 1791-1804.
Aveau două fiice, Felicite în 1817 și Angele în 1820. Ambele dispar din înregistrările din anii 1820. Marie Laveau a murit din cauze naturale în 1881.